# Hubová
Hubová (in ungherese Gombás) è un comune della Slovacchia facente parte del distretto di Ružomberok, nella regione di Žilina.